# Grand Prix automobile de Grande-Bretagne 1950
GP suivant
Le Grand Prix automobile de Grande-Bretagne 1950 (IIIrd British Grand Prix ou The Royal Automobile Club Grand Prix of Europe), disputé le 13 mai 1950 sur le circuit de Silverstone (Northamptonshire), est l'épreuve inaugurale du premier championnat du monde de Formule 1, créé en 1950. L'épreuve est également dénommée Grand Prix d'Europe 1950. Il s'agit de la première édition du Grand Prix de Grande-Bretagne comptant pour le championnat du monde de Formule 1.
Le premier vainqueur d'une course du championnat du monde de Formule 1, Giuseppe Farina au volant de son Alfa Romeo 158, est également le premier auteur d'un hat trick, puisqu'il réalise la pole position, remporte la victoire, et réalise le meilleur tour en course.

## Contexte avant le Grand Prix

### Le championnat du monde
Un an après la création du championnat du monde moto en 1949, la Fédération Internationale, sur proposition du comte Antonio Brivio, met sur pied en 1950 un championnat du monde réservé aux pilotes de Formule 1. Sept épreuves sont retenues pour cette première édition : six Grands Prix et paradoxalement les 500 miles d'Indianapolis, cette course se courant encore sous l'ancienne Formule Internationale. Alors disputé en mai, le Grand Prix de Grande-Bretagne se trouve être l'épreuve inaugurale, mais curieusement la portée de l’événement n'est pas très importante, guère plus considérée qu'une simple grande épreuve. Ce même week-end, certains coureurs, voire certaines écuries, jugent d'ailleurs plus opportun de s'engager dans d'autres épreuves plus richement dotées.

### Le circuit

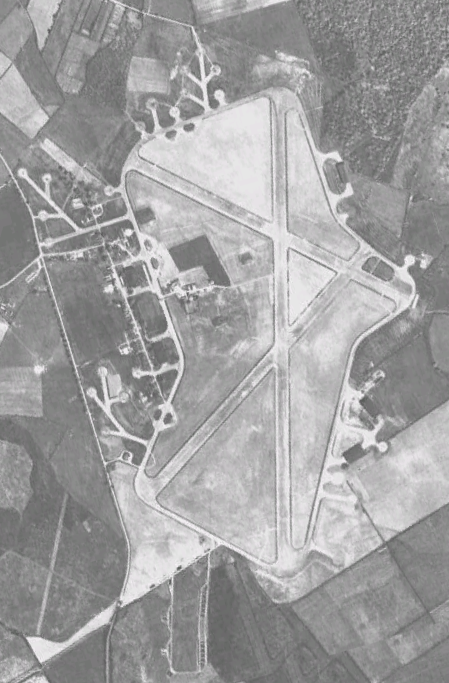
Vue de la base aérienne en 1945. On distingue nettement le tracé du circuit de 1950, empruntant le périmètre de l'aérodrome.

Inauguré en 1948 à l'occasion du Grand Prix de la R.A.C., le Circuit de Silverstone est tracé sur une ancienne base de la Royal Air Force. Empruntant tout d'abord les anciennes pistes d'envol et les routes extérieures, il est profondément remanié dès 1949, le nouveau tracé abandonnant les anciennes pistes jugées trop dangereuses. En 1950, légèrement modifié par rapport à l'année précédente (suppression de la chicane à Club Corner), il mesure alors 4,649 km et se caractérise par une piste très large et l'absence de points de repère pour les pilotes.

## Monoplaces en lice
- Alfa Romeo 158 "Usine"

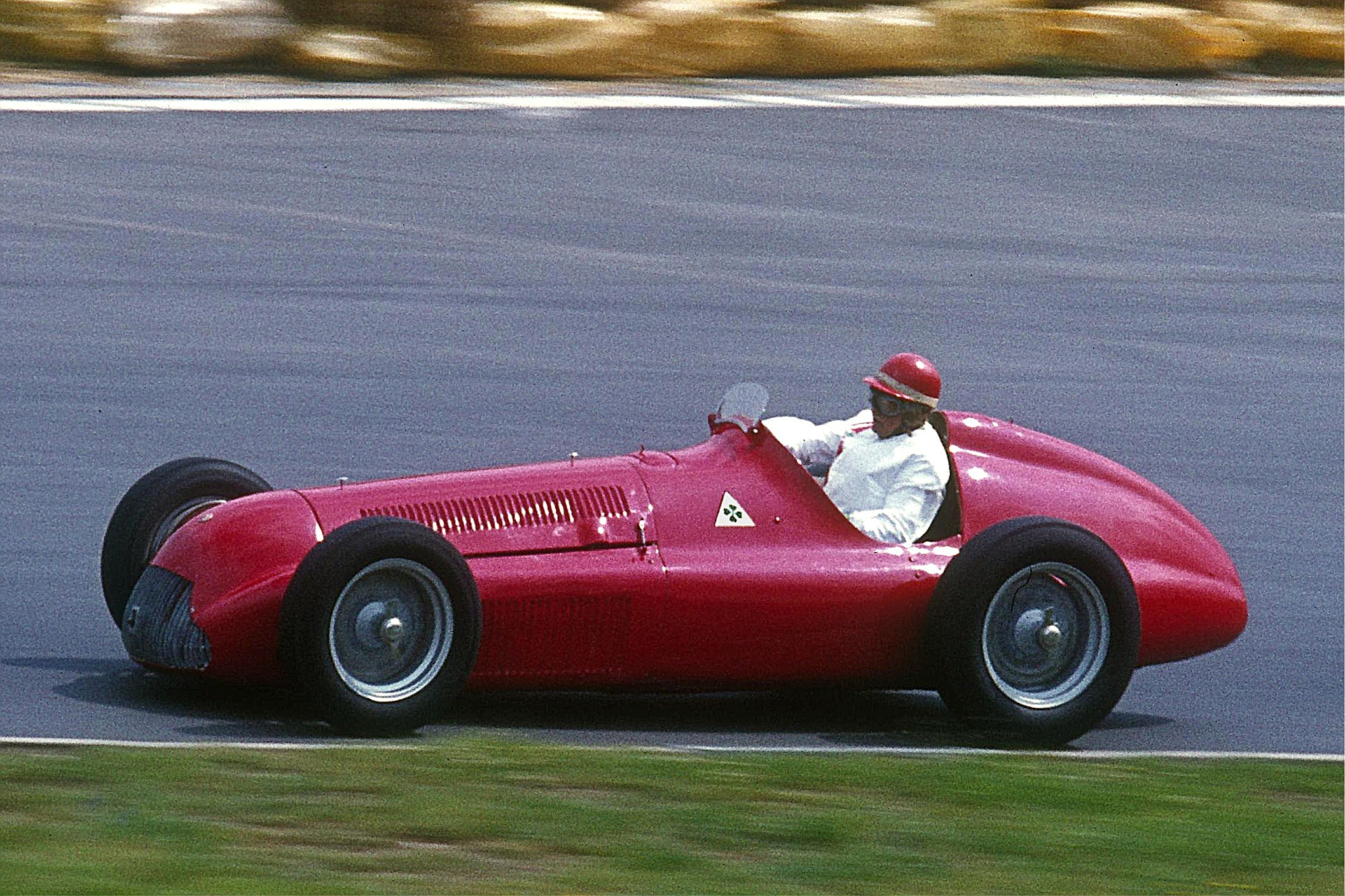
Une Alfetta, ici dans sa dernière évolution (159), en action lors d'une manifestation historique.

L'usine milanaise engage quatre "Alfetta", pour les trois pilotes usine (les trois F : Farina, Fagioli et Fangio), la quatrième voiture étant pour l'occasion pilotée par le britannique Parnell, qui remplace Consalvo Sanesi, accidentellement blessé lors des Mille Miglia. En l'absence de Ferrari, l'équipe est ultra-favorite. Par mesure de sécurité, la voiture de Parnell est néanmoins équipée d'un rapport de pont un peu plus long, afin de réduire le régime moteur en ligne droite. En ce début de saison, les Alfetta (version 158/47) développent environ 350 chevaux pour 700 kg à vide (moteur 8 cylindres en ligne, 1 479 cm3, 2 compresseurs Roots étagés). Le carburant utilisé est à base de méthanol (97,7 %), avec un additif anti-détonant (1,5 %) et l'inévitable huile de ricin (0,8 %). La consommation estimée est supérieure à un litre au kilomètre. Voiture à nez jaune pour Fangio, bleu pour Farina, blanc pour Fagioli et vert pour Parnell. Battista Guidotti, directeur de course de l'équipe, est inscrit comme pilote de réserve pour cette épreuve.
- Talbot-Lago T26C "Usine"

Les Talbot sont les seules voitures à moteur atmosphérique du plateau (6 cylindres en ligne, 4 482 cm3). La firme de Suresnes engage officiellement deux voitures à double allumage (275 chevaux) pour Giraud-Cabantous et Martin. Elles ne peuvent rivaliser en performance pure avec les Alfa Romeo, mais ont pour atouts leur fiabilité et leur sobriété. Les voitures officielles seront épaulées par trois privées, à simple allumage (environ 240 chevaux), conduites par Rosier, Étancelin et Claes.
- Maserati 4CLT

Avec son moteur suralimenté développant 260 chevaux (4 cylindres en ligne, 1 489 cm3, 2 compresseurs Roots), la 4CLT/48 n'a pas vraiment évolué depuis son apparition deux ans plus tôt et est surclassée par les Alfa Romeo. L'usine a de surcroît perdu ses deux pilotes principaux, Villoresi et Ascari ayant rejoint la Scuderia Ferrari. Aux côtés de Chiron sur la voiture officielle, sont inscrites sept autres Maserati engagées par des écuries ou des pilotes privés, dont une 4CLT/50 (280 chevaux) développée par la Scuderia Milano (forfait pour la course) et une antique 4CL.
- Alta GP

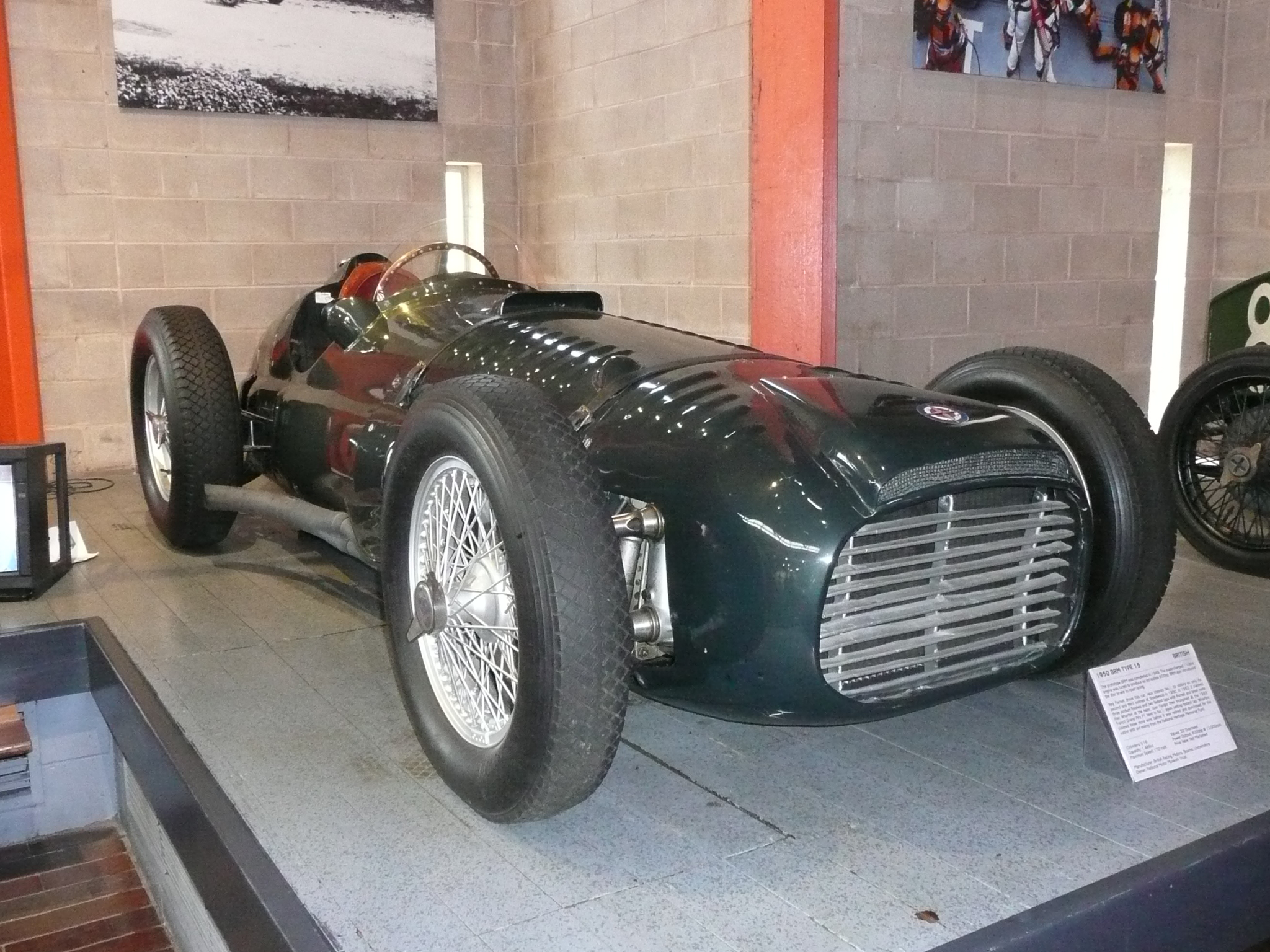
À court de développement, la BRM Type 15 n'effectuera qu’une brève parade lors de l'épreuve inaugurale du championnat du monde de Formule 1.

Le pilote irlandais Kelly engage son Alta GP3 à double compresseur (environ 250 chevaux), récemment construite, Crossley alignant sa GP2 de 1949, à compresseur simple (environ 230 chevaux). Ces voitures pèsent 650 kg à vide.
- ERA (Type E & Type B/C)

Quatre ERA, engagées à titre privé, complètent le plateau. Leur moteur à compresseur développe environ 270 chevaux. N'ayant reçu pratiquement aucune évolution depuis la guerre, elles ne peuvent prétendre à la victoire.
- Les absentes

Pourtant très attendue par le public britannique, l'équipe BRM n'est pas au nombre des engagés. La surpuissante P15 à moteur V16 suralimenté, développant alors 430 chevaux, n'est pas encore au point mais effectuera cependant trois tours de démonstration le samedi midi, aux mains de Raymond Mays.
La Scuderia Ferrari a également renoncé à engager ses 125 F1 (V12 1 500 cm3 suralimenté, 315 chevaux) pour cette épreuve.

## Coureurs inscrits
| no | Pilote                          | Écurie                        | Constructeur | Modèle                  | N° châssis | Moteur         | Pneumatiques |
| -- | ------------------------------- | ----------------------------- | ------------ | ----------------------- | ---------- | -------------- | ------------ |
| 1  | Juan Manuel Fangio              | Alfa Romeo SpA                | Alfa Romeo   | Alfa Romeo 158          | 112        | Alfa Romeo L8s | P            |
| 2  | Giuseppe Farina                 | Alfa Romeo SpA                | Alfa Romeo   | Alfa Romeo 158          | 110        | Alfa Romeo L8s | P            |
| 3  | Luigi Fagioli Battista Guidotti | Alfa Romeo SpA                | Alfa Romeo   | Alfa Romeo 158          | 109        | Alfa Romeo L8s | P            |
| 4  | Reg Parnell                     | Alfa Romeo SpA                | Alfa Romeo   | Alfa Romeo 158          | 114        | Alfa Romeo L8s | P            |
| 5  | David Murray                    | Scuderia Ambrosiana           | Maserati     | Maserati 4CLT/48        | 1593       | Maserati L4s   | D            |
| 6  | David Hampshire                 | Scuderia Ambrosiana           | Maserati     | Maserati 4CLT/48        | 1596       | Maserati L4s   | D            |
| 7  | Duncan Hamilton                 | Privé                         | Maserati     | Maserati 6CM            | 1551       | Maserati L4s   | D            |
| 8  | Leslie Johnson                  | T.A.S.O. Mathieson            | ERA          | ERA E                   | GP2        | ERA L6s        | D            |
| 9  | Peter Walker                    | Privé                         | ERA          | ERA E                   | GP1        | ERA L6s        | D            |
| 10 | Joe Fry                         | Privé                         | Maserati     | Maserati 4CL            | 1585       | Maserati L4s   | D            |
| 11 | Cuth Harrison                   | Privé                         | ERA          | ERA C                   | R8C        | ERA L6s        | D            |
| 12 | Bob Gerard                      | Privé                         | ERA          | ERA B/C                 | R14B       | ERA L6s        | D            |
| 14 | Yves Giraud-Cabantous           | Automobiles Talbot-Darracq SA | Talbot-Lago  | Talbot-Lago T26C-DA     | 110 052    | Talbot L6      | D            |
| 15 | Louis Rosier                    | Écurie Rosier                 | Talbot-Lago  | Talbot-Lago T26C        | 110 001    | Talbot L6      | D            |
| 16 | Philippe Étancelin              | Privé                         | Talbot-Lago  | Talbot-Lago T26C        | 110 008    | Talbot L6      | D            |
| 17 | Eugène Martin                   | Automobiles Talbot-Darracq SA | Talbot-Lago  | Talbot-Lago T26C-DA     | 110 053    | Talbot L6      | D            |
| 18 | Johnny Claes                    | Écurie Belge                  | Talbot-Lago  | Talbot-Lago T26C        | 110 011    | Talbot L6      | D            |
| 19 | Louis Chiron                    | Officine Alfieri Maserati     | Maserati     | Maserati 4CLT/48        | 1606       | Maserati L4s   | P            |
| 20 | Emmanuel de Graffenried         | Privé                         | Maserati     | Maserati 4CLT/48        | 1601       | Maserati L4s   | P            |
| 21 | Prince Bira                     | Enrico Platé                  | Maserati     | Maserati 4CLT/48        | 1607       | Maserati L4s   | P            |
| 22 | Felice Bonetto                  | Scuderia Milano               | Maserati     | Maserati Milano 4CLT-50 | 1611       | Maserati L4s   | P            |
| 23 | Joe Kelly                       | Privé                         | Alta         | Alta GP                 | n°3        | Alta L4s       | D            |
| 24 | Geoff Crossley                  | Privé                         | Alta         | Alta GP                 | n°2        | Alta L4s       | D            |

## Qualifications
Les essais qualificatifs se déroulent le jeudi 11 et le vendredi 12 mai.

### Première séance - jeudi 11 mai
Alors que les Maserati du Prince Bira, d'Emmanuel de Graffenried et de Felice Bonetto ne sont pas prêtes et ne tourneront pas de la journée, les Alfa Romeo sont immédiatement en action. C'est tout d'abord le directeur sportif de la marque milanaise, Battista Guidotti, qui établit le meilleur temps au volant de la voiture de Luigi Fagioli, à près de 149 km/h de moyenne. Prenant la piste peu après, Fagioli fera mieux, battant de près d'une seconde et demie ce temps de référence. Juan Manuel Fangio va ensuite réaliser le même temps que son coéquipier, mais tous deux vont être battus de deux dixièmes de seconde par Giuseppe Farina, qui réalise la meilleure performance du jour à 151 km/h de moyenne. Sur la quatrième voiture, qu'il découvre,  Reg Parnell se révèle moins performant que les « Trois F » mais parvient néanmoins à battre de deux dixièmes de seconde le temps de Guidotti.
| Pos. | Pilote             | Écurie     | Temps        | Écart   |
| ---- | ------------------ | ---------- | ------------ | ------- |
| 1    | Giuseppe Farina    | Alfa Romeo | 1 min 50 s 8 |         |
| 2    | Luigi Fagioli      | Alfa Romeo | 1 min 51 s 0 | + 0 s 2 |
| 3    | Juan Manuel Fangio | Alfa Romeo | 1 min 51 s 0 | + 0 s 2 |
| 4    | Reg Parnell        | Alfa Romeo | 1 min 52 s 2 | + 1 s 4 |
| 5    | Battista Guidotti  | Alfa Romeo | 1 min 52 s 4 | + 1 s 6 |

### Deuxième séance - vendredi 12 mai
Le vendredi, les monoplaces de Grand Prix partagent la piste avec les monoplaces de Formule 3, qui leur rendent environ vingt secondes au tour. Sans forcer outre mesure, les Alfa Romeo confirment leur supériorité, Farina égalant sa performance de la veille, qui lui vaudra de partir en pole position, ses coéquipiers n'améliorant pas leurs temps. Derrière, c'est Bira qui va se montrer le plus rapide ; le pilote thaïlandais sera le seul à approcher les temps des Alfa, s'assurant une place à l'extérieur de la seconde ligne, derrière les quatre voitures rouges.
| Pos. | Pilote             | Écurie     | Temps        | Écart   |
| ---- | ------------------ | ---------- | ------------ | ------- |
| 1    | Giuseppe Farina    | Alfa Romeo | 1 min 50 s 8 |         |
| 2    | Juan Manuel Fangio | Alfa Romeo | 1 min 52 s 0 | + 1 s 2 |
| 3    | Luigi Fagioli      | Alfa Romeo | 1 min 52 s 4 | + 1 s 6 |
| 4    | Prince Bira        | Maserati   | 1 min 52 s 6 | + 1 s 8 |

### Tableau final des qualifications

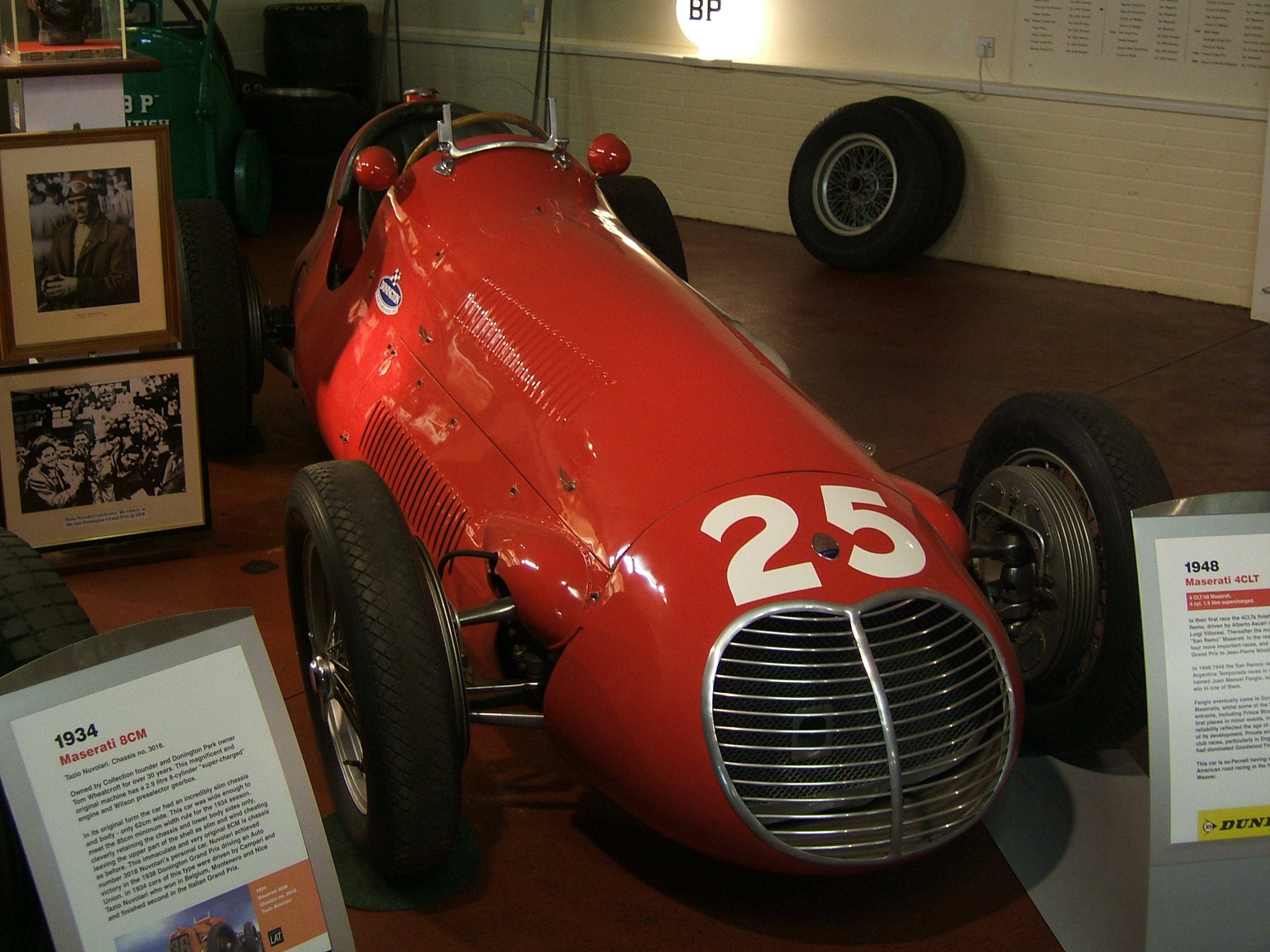
La Maserati 4CLT pilotée par Bira, cinquième sur la grille de départ derrière quatre Alfa Romeo est la meilleure des « autres ».

| Pos. | no | Pilote                  | Écurie      | Temps        | Écart    |
| ---- | -- | ----------------------- | ----------- | ------------ | -------- |
| 1    | 2  | Giuseppe Farina         | Alfa Romeo  | 1 min 50 s 8 |          |
| 2    | 3  | Luigi Fagioli           | Alfa Romeo  | 1 min 51 s 0 | + 0 s 2  |
| 3    | 1  | Juan Manuel Fangio      | Alfa Romeo  | 1 min 51 s 0 | + 0 s 2  |
| 4    | 4  | Reg Parnell             | Alfa Romeo  | 1 min 52 s 2 | + 1 s 4  |
| 5    | 21 | Prince Bira             | Maserati    | 1 min 52 s 6 | + 1 s 8  |
| 6    | 14 | Yves Giraud-Cabantous   | Talbot-Lago | 1 min 53 s 4 | + 2 s 6  |
| 7    | 17 | Eugène Martin           | Talbot-Lago | 1 min 55 s 4 | + 4 s 6  |
| 8    | 20 | Emmanuel de Graffenried | Maserati    | 1 min 55 s 8 | + 5 s 0  |
| 9    | 15 | Louis Rosier            | Talbot-Lago | 1 min 56 s 0 | + 5 s 2  |
| 10   | 9  | Peter Walker            | ERA         | 1 min 56 s 6 | + 5 s 8  |
| 11   | 19 | Louis Chiron            | Maserati    | 1 min 56 s 6 | + 5 s 8  |
| 12   | 8  | Leslie Johnson          | ERA         | 1 min 57 s 4 | + 6 s 6  |
| 13   | 12 | Bob Gerard              | ERA         | 1 min 57 s 4 | + 6 s 6  |
| 14   | 16 | Philippe Étancelin      | Talbot-Lago | 1 min 57 s 8 | + 7 s 0  |
| 15   | 11 | Cuth Harrison           | ERA         | 1 min 58 s 4 | + 7 s 6  |
| 16   | 6  | David Hampshire         | Maserati    | 2 min 01 s 0 | + 10 s 2 |
| 17   | 24 | Geoff Crossley          | Alta        | 2 min 02 s 6 | + 11 s 8 |
| 18   | 5  | David Murray            | Maserati    | 2 min 05 s 6 | + 14 s 8 |
| 19   | 23 | Joe Kelly               | Alta        | 2 min 06 s 2 | + 15 s 4 |
| 20   | 10 | Joe Fry                 | Maserati    | 2 min 07 s 0 | + 16 s 2 |
| 21   | 18 | Johnny Claes            | Talbot-Lago | 2 min 08 s 8 | + 18 s 0 |
| Np.  | 22 | Felice Bonetto          | Maserati    | -            | -        |

## Grille de départ du Grand Prix
| 1re ligne | Pos. 4                          |                                    | Pos. 3                         |                                           | Pos. 2                          |                            | Pos. 1                               |
|           | Parnell Alfa Romeo 1 min 52 s 2 |                                    | Fangio Alfa Romeo 1 min 51 s 0 |                                           | Fagioli Alfa Romeo 1 min 51 s 0 |                            | Farina Alfa Romeo 1 min 50 s 8       |
| 2e ligne  |                                 | Pos. 7                             |                                | Pos. 6                                    |                                 | Pos. 5                     |                                      |
|           |                                 | Martin Talbot-Lago 1 min 55 s 4    |                                | Giraud-Cabantous Talbot-Lago 1 min 53 s 4 |                                 | Bira Maserati 1 min 52 s 6 |                                      |
| 3e ligne  | Pos. 11                         |                                    | Pos. 10                        |                                           | Pos. 9                          |                            | Pos. 8                               |
|           | Chiron Maserati 1 min 56 s 6    |                                    | Peter Walker ERA 1 min 56 s 6  |                                           | Rosier Talbot-Lago 1 min 56 s 0 |                            | De Graffenried Maserati 1 min 55 s 8 |
| 4e ligne  |                                 | Pos. 14                            |                                | Pos. 13                                   |                                 | Pos. 12                    |                                      |
|           |                                 | Étancelin Talbot-Lago 1 min 57 s 8 |                                | Gerard ERA 1 min 57 s 4                   |                                 | Johnson ERA 1 min 57 s 4   |                                      |
| 5e ligne  | Pos. 18                         |                                    | Pos. 17                        |                                           | Pos. 16                         |                            | Pos. 15                              |
|           | Murray Maserati 2 min 05 s 6    |                                    | Crossley Alta 2 min 02 s 6     |                                           | Hampshire Maserati 2 min 01 s 0 |                            | Harrison ERA 1 min 58 s 4            |
| 6e ligne  |                                 | Pos. 21                            |                                | Pos. 20                                   |                                 | Pos. 19                    |                                      |
|           |                                 | Claes Talbot-Lago 2 min 08 s 8     |                                | Fry Maserati 2 min 07 s 0                 |                                 | Kelly Alta 2 min 06 s 2    |                                      |

## Déroulement de la course
Sur la durée de l'épreuve les Alfa Romeo et les Maserati devront ravitailler une fois. 150 000 spectateurs assistent à la course. Le temps est chaud et ensoleillé.
La course voit s'établir la nette domination des quatre Alfa Romeo d'usine, qui s'envolent de la première ligne et creusent d'emblée un écart important sur leurs adversaires. Elles se montreront inaccessibles du départ à l'arrivée, effectuant leur ravitaillement à mi-course en moins de trente secondes et seul l'abandon de Fangio, alors en seconde position à huit tours de la fin, les prive d'un quarté assuré : surpris par une tache d'huile à Stowe Corner, le pilote argentin a heurté une balle de paille et endommagé une conduite d'huile. Farina l'emporte facilement devant ses coéquipiers Fagioli et Parnell. Pour les places d'honneur, les Maserati prennent tout d'abord le dessus sur les Talbot, Bira et Graffenried occupant longtemps les cinquième et sixième positions derrière les Alfa. Leur abandon après la mi-course laissera la voie libre aux Talbot de Giraud-Cabantous et Rosier, qui termineront quatrième et cinquième, à deux tours de Farina.

### Classements intermédiaires
Classements intermédiaires des monoplaces aux premier, cinquième, dixième, quinzième, vingtième, trentième, trente-cinquième, quarantième, cinquantième et soixantième tours.

### Classement de la course

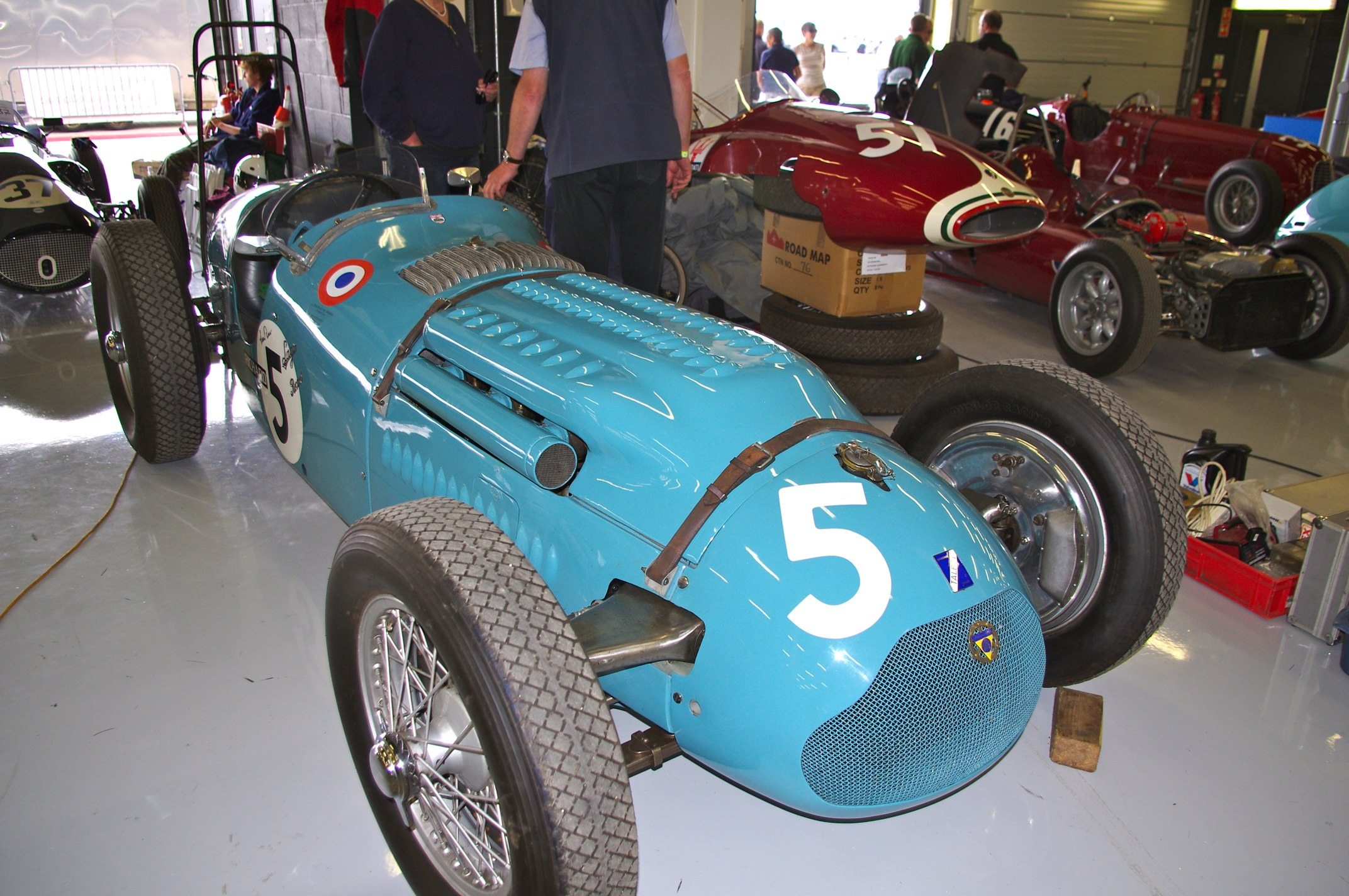
Les Talbot-Lago T26C de Giraud Cabantous et Rosier terminent aux quatrième et cinquième places.

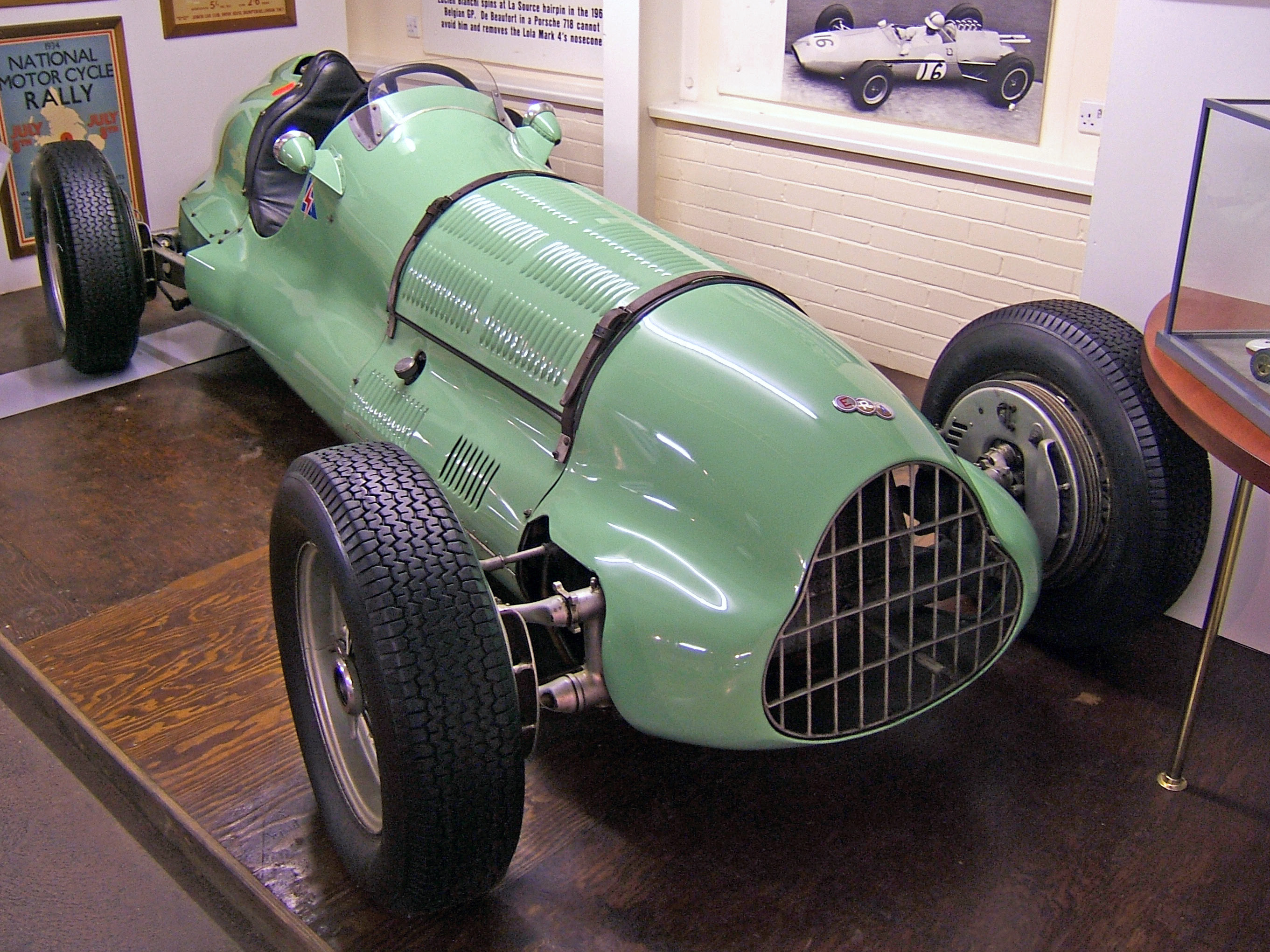
Les ERA Type E de Johnson et Walker sont les premières à abandonner.

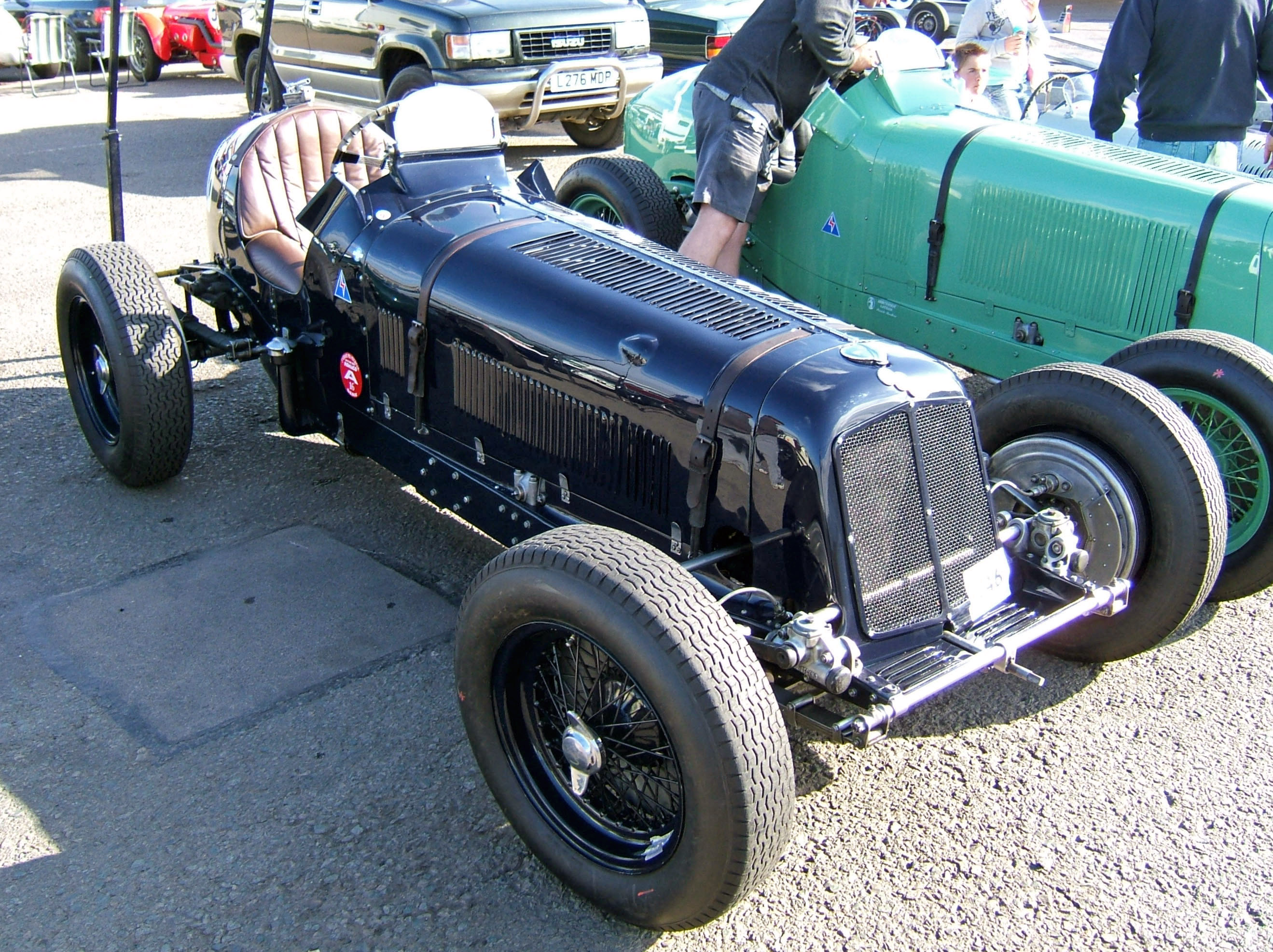
Supposées moins performantes, les ERA Type B et B/C-Type de Harrison et Gerard terminent à la porte des points.

| Pos. | no | Pilote                     | Voiture     | Tours | Distance   | Temps/Abandon                 | Grille | Points |
| ---- | -- | -------------------------- | ----------- | ----- | ---------- | ----------------------------- | ------ | ------ |
| 1    | 2  | Giuseppe Farina            | Alfa Romeo  | 70    | 325,430 km | 2 h 13 min 23 s 6             | 1      | 9      |
| 2    | 3  | Luigi Fagioli              | Alfa Romeo  | 70    | 325,430 km | 2 h 13 min 26 s 2 (+ 2 s 6)   | 2      | 6      |
| 3    | 4  | Reg Parnell                | Alfa Romeo  | 70    | 325,430 km | 2 h 14 min 15 s 6 (+ 52 s 0)  | 4      | 4      |
| 4    | 14 | Yves Giraud-Cabantous      | Talbot-Lago | 68    | 316,132 km | 2 h 13 min 25 s 0 (+ 2 tours) | 6      | 3      |
| 5    | 15 | Louis Rosier               | Talbot-Lago | 68    | 316,132 km | 2 h 14 min 28 s 4 (+ 2 tours) | 9      | 2      |
| 6    | 12 | Bob Gerard                 | ERA         | 67    | 311,483 km | 2 h 13 min 26 s 4 (+ 3 tours) | 13     |        |
| 7    | 11 | Cuth Harrison              | ERA         | 67    | 311,483 km | 2 h 13 min 26 s 8 (+ 3 tours) | 15     |        |
| 8    | 16 | Philippe Étancelin         | Talbot-Lago | 65    | 302,185 km | 2 h 14 min 30 s 6 (+ 5 tours) | 14     |        |
| 9    | 6  | David Hampshire            | Maserati    | 64    | 297,536 km | 2 h 14 min 3 s 6 (+ 6 tours)  | 16     |        |
| 10   | 10 | Joe Fry Brian Shawe-Taylor | Maserati    | 64    | 297,536 km | 2 h 15 min 0 s 4 (+ 6 tours)  | 20     |        |
| 11   | 18 | Johnny Claes               | Talbot-Lago | 64    | 297,536 km | 2 h 15 min 28 s 6 (+ 6 tours) | 21     |        |
| Abd. | 1  | Juan Manuel Fangio         | Alfa Romeo  | 62    | 288,238 km | Fuite d'huile                 | 3      |        |
| Nc.  | 23 | Joe Kelly                  | Alta        | 57    | 264,993 km | Non classé                    | 19     |        |
| Abd. | 21 | Prince Bira                | Maserati    | 49    | 227,801 km | Panne d'essence               | 5      |        |
| Abd. | 5  | David Murray               | Maserati    | 44    | 204,556 km | Moteur                        | 18     |        |
| Abd. | 24 | Geoff Crossley             | Alta        | 43    | 199,907 km | Transmission                  | 17     |        |
| Abd. | 20 | Emmanuel de Graffenried    | Maserati    | 36    | 167,364 km | Moteur                        | 8      |        |
| Abd. | 19 | Louis Chiron               | Maserati    | 26    | 120,874 km | Embrayage                     | 11     |        |
| Abd. | 17 | Eugène Martin              | Talbot-Lago | 8     | 37,192 km  | Pression d'huile              | 7      |        |
| Abd. | 9  | Peter Walker Tony Rolt     | ERA         | 5     | 23,245 km  | Boîte de vitesses             | 10     |        |
| Abd. | 8  | Leslie Johnson             | ERA         | 2     | 9,298 km   | Compresseur                   | 12     |        |

### Pole position et record du tour
Giuseppe Farina signe en Grande-Bretagne la première pole position de sa carrière et la première d'Alfa Romeo, que ce soit en tant que constructeur ou en tant que motoriste. Il signe par ailleurs le premier meilleur tour en course de sa carrière et le premier pour Alfa Romeo, en tant que constructeur et motoriste. Grâce à sa victoire, sa pole position et le meilleur tour en course, il réalise le premier et unique hat trick de sa carrière,,,,.
- Pole position :  Giuseppe Farina (Alfa Romeo) en 1 min 50 s 8 (vitesse moyenne : 151,051 km/h)[19]. Temps réalisé lors de la première journée d'essais.
- Meilleur tour en course :  Giuseppe Farina (Alfa Romeo) en 1 min 50 s 6 (vitesse moyenne : 151,324 km/h) au deuxième tour[24].

### Tours en tête
Giuseppe Farina, parti en pole position, conserve la tête de la course jusqu'au neuvième tour où il cède sa position à Luigi Fagioli, qui occupera la première place pendant six tours avant d'être dépassé par Juan Manuel Fangio. L'Argentin conserve cette place pendant seulement un tour, avant de la rendre à Farina, qui garde la tête de la course jusqu'à son arrêt aux stands au trente-septième tour. Fagioli mène ainsi la course durant un tour avant d'effectuer son ravitaillement et de rendre la position à Farina, qui reste en tête jusqu'à l'arrivée.
- Giuseppe Farina : 63 tours (1-9 / 16-37 / 39-70)
- Luigi Fagioli : 6 tours (10-14 / 38)
- Juan Manuel Fangio : 1 tour (15)

## Classement général à l'issue de la course
| Pos. | Pilote                | Écurie      | Points | GBR | MON | 500 | SUI | BEL | FRA | ITA |
| ---- | --------------------- | ----------- | ------ | --- | --- | --- | --- | --- | --- | --- |
| 1    | Giuseppe Farina       | Alfa Romeo  | 9      | 9*  |     |     |     |     |     |     |
| 2    | Luigi Fagioli         | Alfa Romeo  | 6      | 6   |     |     |     |     |     |     |
| 3    | Reg Parnell           | Alfa Romeo  | 4      | 4   |     |     |     |     |     |     |
| 4    | Yves Giraud-Cabantous | Talbot-Lago | 3      | 3   |     |     |     |     |     |     |
| 5    | Louis Rosier          | Talbot-Lago | 2      | 2   |     |     |     |     |     |     |

- attribution des points : 8, 6, 4, 3, 2 respectivement aux cinq premiers de chaque épreuve et 1 point supplémentaire pour le pilote ayant accompli le meilleur tour en course (signalé par un astérisque)

## Statistiques
Le Grand Prix de Grande-Bretagne 1950 représente :
- le 1er Grand Prix du Championnat du monde de Formule 1
- la 1re pole position en championnat du monde pour Giuseppe Farina[26] ;
- la 1re victoire en championnat du monde pour Giuseppe Farina[27] ; le pilote italien avait, avant la création du championnat, remporté 4 Grands Prix de Formule 1 (3 en 1948 et 1 en 1949[28]) ; il s'agit donc de sa cinquième victoire en formule 1 ;
- le 1er meilleur tour en course en championnat du monde pour Giuseppe Farina[20]  ;
- le 1er et unique hat trick en championnat du monde pour Giuseppe Farina[23] ;
- la 1re victoire et le 1er doublé en championnat du monde pour Alfa Romeo en tant que constructeur[29],[30] ;
- la 1re victoire en championnat du monde pour Alfa Romeo en tant que motoriste[31] ;
- l'unique départ de Joe Fry en championnat du monde ;
- l'unique départ de Leslie Johnson en championnat du monde ;
- depuis la mort de Tony Rolt (qui n'avait pas pris le départ mais avait relayé Peter Walker) le 6 février 2008, il n'y a plus aucun participant survivant de cette course. Le dernier pilote présent sur la grille de départ est Emmanuel de Graffenried, décédé le 22 janvier 2007.

Lors de ce Grand Prix :
- Les no 7 et 13 ne sont pas attribués.
- Voitures copilotées:
  - Voiture no 9 : Peter Walker (2 tours) et Tony Rolt (3 tours) – Total 5 tours, distance 23,245 km
  - Voiture no 10 : Joe Fry (45 tours) et Brian Shawe-Taylor (19 tours) – Total 64 tours, distance 297,536 km

.